# Nakladalni meter
Nakladalni meter (Nm) je normirana mera iz tovornega prometa. Nakladalni meter je 1 meter nakladalnega prostora tovornjaka po dolžini.
Če znaša širina tovornjaka približno 2,40 m, potem 1 nakladalni meter pomeni približno 2,4 m² (2,40 m širina x 1 m dolžina).